# Хистерезис
Хистерезис (грч.: ὑστέρησις = закашњен) је карактеристика система чије излазне величине не зависе само од улазних величина, већ и од историје система. За овакав систем се каже да зависи од пута промене. Термин хистерезис је у науку увео Џејмс Алфред Јуинг.
Хистерезис се јавља у многим природним и техничким операцијама, као и у процесима управаљања, и стога се њиме бави кибернетика. У низу научних дисциплина хистерезис има специфично значење. 

## Хистерезисни ефекти

### Магнетни хистерезис
- Види још: Феромагнетизам

Магнетни хистерезис је појава при којој намагнетисаност феромагнетног тела не зависи само од актуелне вредности магнетног поља, већ и од претходних магнетних стања. Срећемо га код феромагнетних супстанци, материјала које привлаче магнети, као што су гвожђе, кобалт, никл и њихове легуре. Густина магнетног флукса у феромагнетним материјалима зависи од јачине околног магнетног поља ({\displaystyle H}). 
Када се уклони магнетно поље нестаје и магнетни флукс. Густина магнетног флукса при константној јачини поља је већа када поље слаби, него када јача. Циклус хистерезиса је затворена крива, функција промене магнетне индукције или интензитета намагнетисаности феромагнетног тела, када се магнетизарујће поље периодично мења. Промена оријентације магнетног поља (негативна вредност) {\displaystyle H} описује горњу ивицу хистерезисне криве. Један обилазак криве магнетизације (хистерезисне петље) назива се хистерезис. 

#### Губици хистерезиса
Када се материјали магнетизују њима је неопходно доставити енергију пропорционалну површини унутар криве магнетизације. Последица овог енергетског преноса је загревање материјала.

### Други примери

#### Техника
- Наука о материјалима: еластично-пластичне форме материје често показују особину хистерезиса. У графику сила напрезања видљива је хистерезисна петља.
- Кибернетика и аутоматика: регулатори са прекидачима имају хистерезисне особине.
- Дигитална електроника: Шмитови прекидачи су прекидачи који окидају зависно од вредности прага окидања.
- Мерна техника: мерни инструменти некада показују особину хистерезиса услед механичких несавршености.

#### Економија
У економији хистерезис се појављује као реакција тржишта на спољашње утицаје, после чијег престанка се систем не враћа у претходно стање (рецимо цене). 

#### Математика
У теорији динамичких система појава хистерезиса се исказује као феномен повратне бифуркације.

#### Физиологија
У физиологији познат је пример хистерезиса дисања. Ту се показује да запремина плућа код удаха расте спорије него што пада при издаху. 
Разлог за ову разлику је реорганизација молекула на алвеолама током циклуса дисања. 
Термални хистопротеини (ТХП) у животињама служе за њихову заштиту од смрзавања. Ако животиња има већу концентрацију ТХП у животним течностима, доћи ће до појаве хистерезиса. На пример, животна течност се смрзава на -5°C, али се топи на 0°C. Ово се не догађа променом моларности међућелијске течности, већ се ТХП везује за кристале леда и спречава њихово даље формирање.